# Eremogone meyeri
Eremogone meyeri är en nejlikväxtart som först beskrevs av Edward Fenzl, och fick sitt nu gällande namn av Sergei Sergeevich Ikonnikov. Eremogone meyeri ingår i släktet Eremogone och familjen nejlikväxter. Inga underarter finns listade i Catalogue of Life.